# Lo ska nel mare EP
Lo ska nel mare è un extended play del gruppo musicale italiano Skarabazoo, pubblicato nel 2003 dalla 2Toni - Sony Music.

## Tracce
1. Lo ska nel mare
2. Tu
3. Solo per te